# تحصیل بیله
تحصیل بیله (به انگلیسی: Bela Tehsil) یک تحصیل در پاکستان است که در ایالت بلوچستان واقع شده‌است.